# Flagge der Schwedenfinnen

Inoffizielle Flagge der Schwedenfinnen

Die Flagge der Schwedenfinnen (schwedisch: Sverigefinska flaggan; finnisch: Ruotsinsuomalainen lippu) ist die inoffizielle Flagge der finnischen Minderheit in Schweden. Die skandinavische Kreuzflagge wurde 2007 als Symbol für die Schwedenfinnen entworfen und ist eine Mischung aus der finnischen und schwedischen Flagge.
Der weiße Hintergrund mit dem blauen Kreuz stellt die Verbundenheit mit Finnland, der finnischen Kultur und der finnischen Abstammung dar, während die goldgelbe Umrandung des blauen Kreuzes auf die schwedische Wahlheimat deutet.
Der Grundgedanke hinter der Flagge war, die Präsenz der Schwedenfinnen auch visuell zu verdeutlichen, denn lange Zeit galt die Minderheit als eine stille und unscheinbare Gruppe. Viele von ihnen haben ein gespaltenes Verhältnis zur finnischen Flagge, die zuvor im Zusammenhang mit den Finnen in Schweden verwendet wurde. Die Schwedenfinnen der zweiten und dritten Generation sind alle in Schweden geboren und aufgewachsen und fühlen sich mit Finnland, ein Land, welches sie unter Umständen kaum kennen, nur wenig verbunden. Durch ihre Mischung symbolisiert die Flagge die doppelte Identität mit zwei Kulturen und Sprachen. 

## Flaggentage
- Der 20. Februar ist der Flaggentag der Schwedenfinnen und soll an die erste finnische Vereinigung in Schweden in der Neuzeit erinnern. Die schwedenfinnische Vereinigung Stockholms Finnkår bzw. Tukholmin Suomalaiskunta wurde am 20. Februar 1830 in Stockholm von Carl Axel Gottlund gegründet und hieß alle Finnen in Schweden, auch die Waldfinnen, ungeachtet der Staatsbürgerschaft willkommen. Die Vereinigung hatte sich als Ziel gesetzt, nicht nur ein Klub für gemeinsame Treffen zu sein, sondern auch die finnische Sprache und Literatur in Schweden zu fördern.
- Der 1. April soll an das Inkrafttreten des Minderheitensprachgesetzes am 1. April 2000 erinnern, wo unter anderem die finnische Sprache zur offiziellen Minderheitensprache in Schweden erklärt wurde.
- Mittsommerfest